# Sphaerorrhiza
Sphaerorrhiza es un género con dos especies de plantas herbáceas  perteneciente a la familia Gesneriaceae. Es originario de América.

## Descripción
Son plantas herbáceas perennifolias rizomatosas . Los rizomas con hinchazones como tubérculos, a menudo se separa en propágulos. Tallos erectos o decumbentes , glabrescentes. Las hojas son opuestas , corto pecioladas a subsésiles , las láminas con 3-7 pares de venas. Flores axilares, solitarias y vistosas . El cáliz con lóbulos valvados. Corola blanca , lavanda o púrpura, ampliamente tubular. El fruto es una cápsula rostrada seca. Las semillas elípticas, numerosas y diminutas.

## Distribución y hábitat
Se distribuye por Brasil. Es un género que estacionalmente se encuentra en reposo vegetativo, sobrevive y se multiplica por el tipo único de rizoma que tiene. 

## Etimología
El nombre del género deriva de las palabras griegas σφαιρ,   sphaer   = redondo, globoso  (de σφαιρα , sphaira  = pelota , esfera), y ριζα ,   rhiza  =  rizoma , en referencia al rizoma con tumefacciones como tubérculos.

## Especies
- Sphaerorrhiza burchellii (S.M.Phillips) Roalson & Boggan
- Sphaerorrhiza sarmentiana 	(Gardner ex Hook.) Roalson & Boggan